# Wildcats de Hamilton
Les Wildcats de Hamilton (en anglais, Hamilton Wildcats) sont une ancienne équipe de football canadien basée à Hamilton en Ontario (Canada). Ils ont été membres de la Ontario Rugby Football Union (ORFU) de 1941 à 1947 et de l'Interprovincial Rugby Football Union (IRFU) en 1948 et 1949. Le club a été créé en 1941 pour jouer dans l'ORFU, afin de combler le vide laissé par l'arrêt des opérations des Tigers de Hamilton, club de la IRFU dont plusieurs joueurs avaient rejoint les Forces armées. En 1943 et 1944, le club prend le nom de Flying Wildcats pour souligner le fait que plusieurs membres de l'Aviation royale canadienne font partie de l'équipe. Les Flying Wildcats remportent la coupe Grey en 1943 contre une équipe militaire de l'Ouest canadien, les RCAF Bombers de Winnipeg. 
En 1945, la IRFU  ainsi que les Tigers reprennent leurs activités, mais les Tigers sont bientôt en difficultés financières et en conflit avec leur ligue. En 1948, les Wildcats intègrent la IRFU, circuit plus puissant, tandis que les Tigers prennent leur place dans la ORFU. Cependant les deux équipes éprouvent des difficultés à être en concurrence une avec l'autre, et décident de fusionner pour former les Tiger-Cats de Hamilton, équipe encore existante aujourd'hui.

## Histoire
En 1940, Hamilton est représentée dans la Interprovincial Rugby Football Union par les Tigers et dans la Ontario Rugby Football Union par les « Alerts », un club qui jouait les années précédentes sous le nom de « Dundas Red Bombers » et qui étaient depuis trois ans les champions ontariens en calibre intermédiaire. Malgré la présence de quelques anciens joueurs des Tigers, les Alerts ont peu de succès et disparaissent après la saison. En 1941, devant la suspension des activités des Tigers à cause de la guerre, un nouveau club dirigé par Fred Veale est fondé. Ce club, qui est anonyme avant d'adopter le nom de « Wildcats » en octobre peut compter sur plusieurs des anciens joueurs des Tigers ainsi que ceux des Alerts. Lors de leur première saison les Wildcats sont champions de l'ORFU mais sont éliminés par Ottawa en éliminatoires. 
Les Wildcats terminent troisièmes en 1942 et sont exclus des éliminatoires. L'année suivante, l'équipe comprend des joueurs enrôlés dans l'Aviation royale canadienne et adopte donc le nom de « Flying Wildcats ». Cette année-là, ils remportent le titre de l'ORFU devant le Balmy Beach de Toronto, puis disposent en finale de l'Est de l'équipe militaire du RCAF Lachine, ce qui les qualifie pour le match de la coupe Grey. Ils rencontrent les champions de l'Ouest, les RCAF Bombers de Winnipeg, et remportent la seule coupe Grey de leur histoire. La vedette du match pour les Wildcats est Joe Krol (en). 
En 1944 les Flying Wildcats terminent encore en tête de l'ORFU et disposent en éliminatoires du Balmy Beach de Toronto pour se rendre au match de la coupe Grey une deuxième année de suite. Cependant ils sont surpris par une équipe de la Marine royale canadienne, l'équipe combinée du H.M.C.S. Donnacona-St-Hyacinthe au pointage de 7-6,.
Les Flying Wildcats reprennent le nom de Wildcats en 1945, année où ils terminent troisièmes de l'ORFU, puis sont de nouveau premiers au classement en 1946. Ils sont cependant éliminés ensuite par le Balmy Beach de Toronto. Ils terminent en même position l'année suivante, mais cette fois ce sont les Trojans d'Ottawa qui les éliminent.

### Passage dans l'IRFU et fusion
Une situation inhabituelle va perturber en 1948 le sort des Wildcats. Leurs rivaux locaux, les Tigers, sont revenus au jeu à la fin de la guerre. Ils sont cependant en difficultés financières et doivent payer le salaire élevé du joueur vedette qu'ils ont attiré des États-Unis, Frank Filchock (en). Compte tenu de son jeu spectaculaire qui attire les foules, les Tigers exigent que les autres équipes de l'IRFU leur remettent un pourcentage des revenus de vente de billets. Aux assises de la ligue tenues en mars 1948, aucune entente n'est trouvée et les Tigers se retirent de l'IRFU qui accepte à leur place les Wildcats. Dans leur nouvelle ligue, ceux-ci sont peu compétitifs, terminant au dernier rang pour leurs deux saisons avec une fiche combinée d'une seule victoire, un match nul et 22 défaites.
Finalement, après deux saisons passées à se faire concurrence dans le même marché, les Tigers et les Wildcats décident en janvier 1950 de fusionner. La nouvelle équipe porte le nom de « Tiger-Cats » et existe encore aujourd'hui.
|                             | Division | M.J. | Vic. | Déf. | Nuls | P.P. | P.C. | Pts | Pos. | Éliminatoires |
| Wildcats de Hamilton        |          |      |      |      |      |      |      |     |      | |
| 1941                        | ORFU     | 6    | 5    | 0    | 1    | 92   | 28   | 11  | 1/4  | Finale de l'Est: Hamilton 2, Rough Riders d'Ottawa 7 |
| 1942                        | ORFU     | 10   | 6    | 4    | 0    | 119  | 76   | 12  | 3/6  | Non qualifiés |
| Flying Wildcats de Hamilton |          |      |      |      |      |      |      |     |      | |
| 1943                        | ORFU     | 10   | 8    | 1    | 1    | 223  | 71   | 17  | 1/6  | Demi-finale de l'Est: Hamilton 7, Balmy Beach de Toronto 2 Finale de l'Est: Hamilton 7, RCAF Station Flyers de Lachine 6 Coupe Grey: Hamilton 23, RCAF Bombers de Winnipeg 14 |
| 1944                        | ORFU     | 6    | 5    | 1    | 1    | 102  | 28   | 10  | 1/4  | Finale de l'ORFU (total de deux matchs): Hamilton 13, Balmy Beach de Toronto 10 Coupe Grey: H.M.C.S. Donnacona-St-Hyacinthe 7, Hamilton 6                                     |
| Wildcats de Hamilton        |          |      |      |      |      |      |      |     |      | |
| 1945                        | ORFU     | 8    | 3    | 5    | 0    | 60   | 151  | 6   | 3/5  | Non qualifiés |
| 1946                        | ORFU     | 10   | 8    | 1    | 1    | 166  | 66   | 17  | 1/6  | Quarts de finale de l'Est: Hamilton 14, Imperials de Sarnia (en) 5 Demi-finale de l'Est: Hamilton 6, Balmy Beach de Toronto 13                                                |
| 1947                        | ORFU     | 10   | 9    | 1    | 0    | 245  | 84   | 18  | 1/6  | Quarts de finale de l'Est: Hamilton 14, Indians de Toronto (en) 0 Demi-finale de l'Est: Hamilton 3, Trojans d'Ottawa 15                                                       |
| 1948                        | IRFU     | 12   | 1    | 10   | 1    | 88   | 240  | 3   | 4/4  | Non qualifiés |
| 1949                        | IRFU     | 12   | 0    | 12   | 0    | 147  | 284  | 0   | 4/4  | Non qualifiés |